# 지키리
지키리는 하하, 와우, MC 진리로 구성된 대한민국의 음악 그룹이다. 2001년 데뷔해 몇 번의 방송 활동을 하였으나 앨범이 19세 미만 청취불가 판정을 받아 계속해서 이어가지는 못했다. 이후 하하가 케이블 방송 "What's Up Yo"를 시작으로 인지도를 높이면서, 솔로 앨범을 발표했을 때 와우가 WowLil이라는 이름으로 참여하기도 했다.
지키리가 다시 주목을 받은 것은 하하가 무한도전에 출연하면서 인기가 크게 늘어난 이후이다. 하하의 데뷔 시점을 찾으면서 과거 저조한 성적을 거두었던 지키리가 재조명을 받았고, 그러면서 2008년 1월 그들의 1집이 온라인으로 공개되기도 하였다. 또 동시에, 와우의 이름으로 셋이 뭉쳐 만든 디지털 싱글 《7년 만이야》가 발표되기도 하였다. 이를 통해 그룹이 해체되지는 않았다는 것을 보였으나 큰 활동을 보이지는 못하였고, 하하의 군입대와 함께 활동은 잠정적으로 중단되었다. 한편 본 그룹의 멤버였던 MC 진리는 독자적으로 마녀유희, 칼잡이 오수정 OST 등에 참여하면서 모습을 보였다.
2012년에는 와우가 타우로 개명한 후 하하와 함께 활동하였으며, 이를 두고 하하는 "12년만의 지키리의 컴백"이라고 얘기하기도 하였다.
대표곡: 지키리

## 음반
- 2001년 9월 12일 A.K.A. Check Up

2008년 1월 10일 온라인 재발표